# Thilay
 Thilay  es una población y comuna francesa, en la región de Champaña-Ardenas, departamento de Ardenas, en el distrito de Charleville-Mézières y cantón de Monthermé.

## Demografía
| 1277 | 1245 | 1197 | 1151 | 1143 | 1093 |
| Para los censos de 1962 a 1999 la población legal corresponde a la población sin duplicidades (Fuente: INSEE [Consultar]) |      |      |      |      |      |